# 317000 Simonepastore
317000 Simonepastore è un asteroide della fascia principale. Scoperto nel 2001, presenta un'orbita caratterizzata da un semiasse maggiore pari a 2,684760 UA e da un'eccentricità di 0,282184, inclinata di 12,225297° rispetto all'eclittica. Ha un diametro di 1,623 km.